# Heinrich Clauren

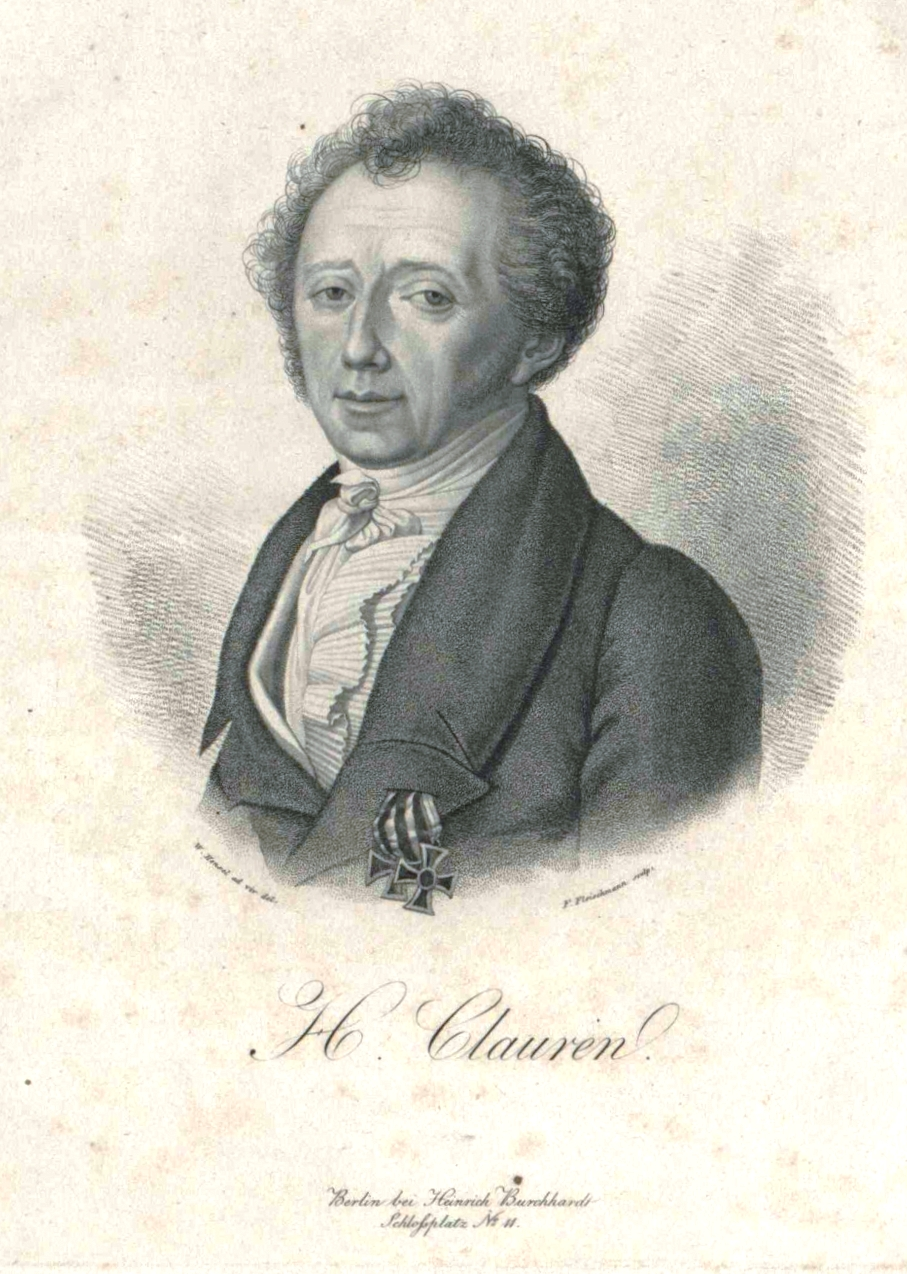
Heinrich Clauren.

Heinrich Clauren, pseudonym för Carl Gottlob Samuel Heun, född den 20 mars 1771 i Dobrilugk i Lausitz, död den 2 augusti 1854 i Berlin, var en tysk romanförfattare. 
Heun fick 1810 anställning på statskanslern Hardenbergs byrå, redigerade 1820–23 "Preussische Staatszeitung" samt erhöll 1824 en syssla i postverket. Hans berättelser och romaner, samlade under titlarna Erzählungen (1819–20) och Scherz und Ernst (1820–28), och bland vilka Mimili och Tornisterlieschen kan nämnas, "utöfvade", heter det i Nordisk familjebok, "genom sin platthet, falska sentimentalitet och grofva frivolitet ett fördärfligt inflytande på den goda smaken". Hans samlade skrifter utgavs 1851 i 25 band. H. Clauren är ett anagram av Carl Heun.